# Tiro ai Giochi della IV Olimpiade - Carabina libera 1000 iarde
La competizione della carabina libera 1000 iarde  di Tiro ai Giochi della IV Olimpiade si tenne il 9 luglio 1908 al Bisley Rifle Range nella contea di Surrey. 

## Risultati
Distanza 1000 iarde, 20 colpi. 
| Pos.    | Atleta                    | Nazione     | Punti |
| ------- | ------------------------- | ----------- | ----- |
| Oro     | Joshua Millner            | Regno Unito | 98    |
| Argento | Kellogg Casey             | Stati Uniti | 93    |
| Bronzo  | Maurice Blood             | Regno Unito | 92    |
| 4       | Richard Barnett           | Regno Unito | 92    |
| 4       | Ted Ranken                | Regno Unito | 92    |
| 6       | Thomas Caldwell           | Regno Unito | 91    |
| 6       | John Sellars              | Regno Unito | 91    |
| 6       | S. Harry Kerr             | Canada      | 91    |
| 9       | Charles Crowe             | Canada      | 90    |
| 9       | Frank Utton               | Canada      | 90    |
| 11      | Stanley Brown             | Canada      | 89    |
| 11      | Bill Leushner             | Stati Uniti | 89    |
| 13      | Charles Benedict          | Stati Uniti | 88    |
| 13      | Ivan Eastman              | Stati Uniti | 88    |
| 13      | Charles Jeffers           | Stati Uniti | 88    |
| 16      | Thomas Fremantle          | Regno Unito | 87    |
| 16      | Dugald McInnis            | Canada      | 87    |
| 16      | Charles Winder            | Stati Uniti | 87    |
| 19      | Raoul de Boigne           | Francia     | 86    |
| 19      | Frank Morris              | Canada      | 86    |
| 19      | Harry Simon               | Stati Uniti | 86    |
| 19      | Peter Whitehead           | Regno Unito | 86    |
| 23      | André Angelini            | Francia     | 85    |
| 24      | Edward Green              | Stati Uniti | 84    |
| 24      | John Hessian              | Stati Uniti | 84    |
| 24      | John Hopton               | Regno Unito | 84    |
| 27      | James Freeborn            | Canada      | 83    |
| 28      | Jørgen Bru                | Norvegia    | 82    |
| 28      | Paul Colas                | Francia     | 82    |
| 28      | Fred Elmitt               | Canada      | 82    |
| 28      | James Jones               | Canada      | 82    |
| 28      | Alexander Rogers          | Regno Unito | 82    |
| 33      | Arthur Martin             | Canada      | 79    |
| 34      | Ossian Jörgensen          | Svezia      | 77    |
| 35      | Léon Hecht                | Francia     | 75    |
| 35      | George Rowe               | Canada      | 75    |
| 37      | Arthur Steele             | Canada      | 74    |
| 38      | Daniel Merillon           | Francia     | 69    |
| 39      | Léon Moreaux              | Francia     | 67    |
| 40      | Georg Erdmann             | Norvegia    | 61    |
| 41      | Asmund Enger              | Norvegia    | 58    |
| 41      | Kolbjørn Kvam             | Norvegia    | 58    |
| 43      | Erik Ohlsson              | Svezia      | 54    |
| 44      | Fredrik Mossberg          | Svezia      | 48    |
| 45      | Alexandros Theofilakīs    | Grecia      | 30    |
| 46      | Ernst Rosell              | Svezia      | 27    |
| 47      | Mathias Glomnes           | Norvegia    | 26    |
| 48      | Léon Tétart               | Francia     | 21    |
| 49      | Erich Wagner-Hohenlobbese | Germania    | 12    |